# アーサー・スタンホープ・オルドリッチ
アーサー・スタンホープ・オルドリッチ（Arthur Stanhope Aldrich, 1840年11月14日 - 1908年10月28日）は、明治時代にお雇い外国人として来日したイギリスの公認会計士である。

## 経歴・人物
1869年（明治2年）に日本政府の招聘により来日した。
後に来日したエドモンド・モレルら鉄道技術者のお雇い外国人の給料関係の仕事に携わった。1871年（明治4年）には会計及び書記長を務め、規定を定める等後に来日するお雇い外国人の給料関係に影響を与えた。1890年（明治23年）に任期満了となった。